# Petőfiszállás
Petőfiszállás è un comune dell'Ungheria di 1 666 abitanti (dati 2005). È situato nella contea di Bács-Kiskun.